# Protium apiculatum
Protium apiculatum är en tvåhjärtbladig växtart som beskrevs av Swart. Protium apiculatum ingår i släktet Protium och familjen Burseraceae. Inga underarter finns listade i Catalogue of Life.